# Laura Almaral
Laura Beatriz Almaral Palafox (Guadalajara, 23 de fevereiro de 1960) é uma ex-jogadora de voleibol e de voleibol de praia mexicana. 

## Carreira
Na edição dos Jogos Centro-Americanos e do Caribe de 1998 realizados em Maracaibo  atuou com Mayra Huerta na conquista da medalha de ouro e na edição dos Jogos Pan-Americanos de Winnipeg de 1999 alcançaram a medalha de bronze.